# Chi Cừu

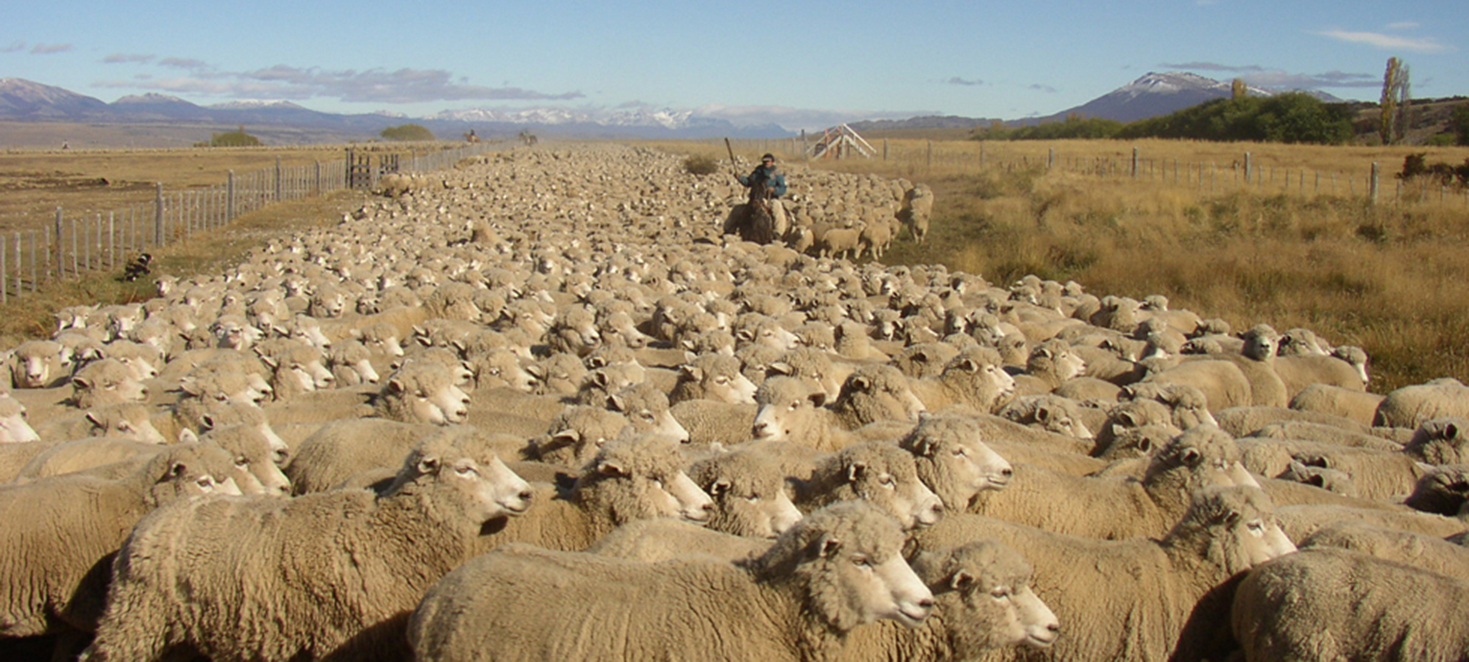
Cừu ở Patagonia, Argentina

Chi Cừu, tên khoa học Ovis, là một chi động vật có vú trong họ Bovidae, bộ Artiodactyla. Chi này được Linnaeus miêu tả năm 1758. Loài điển hình của chi này là Ovis aries Linnaeus, 1758.

## Hình ảnh

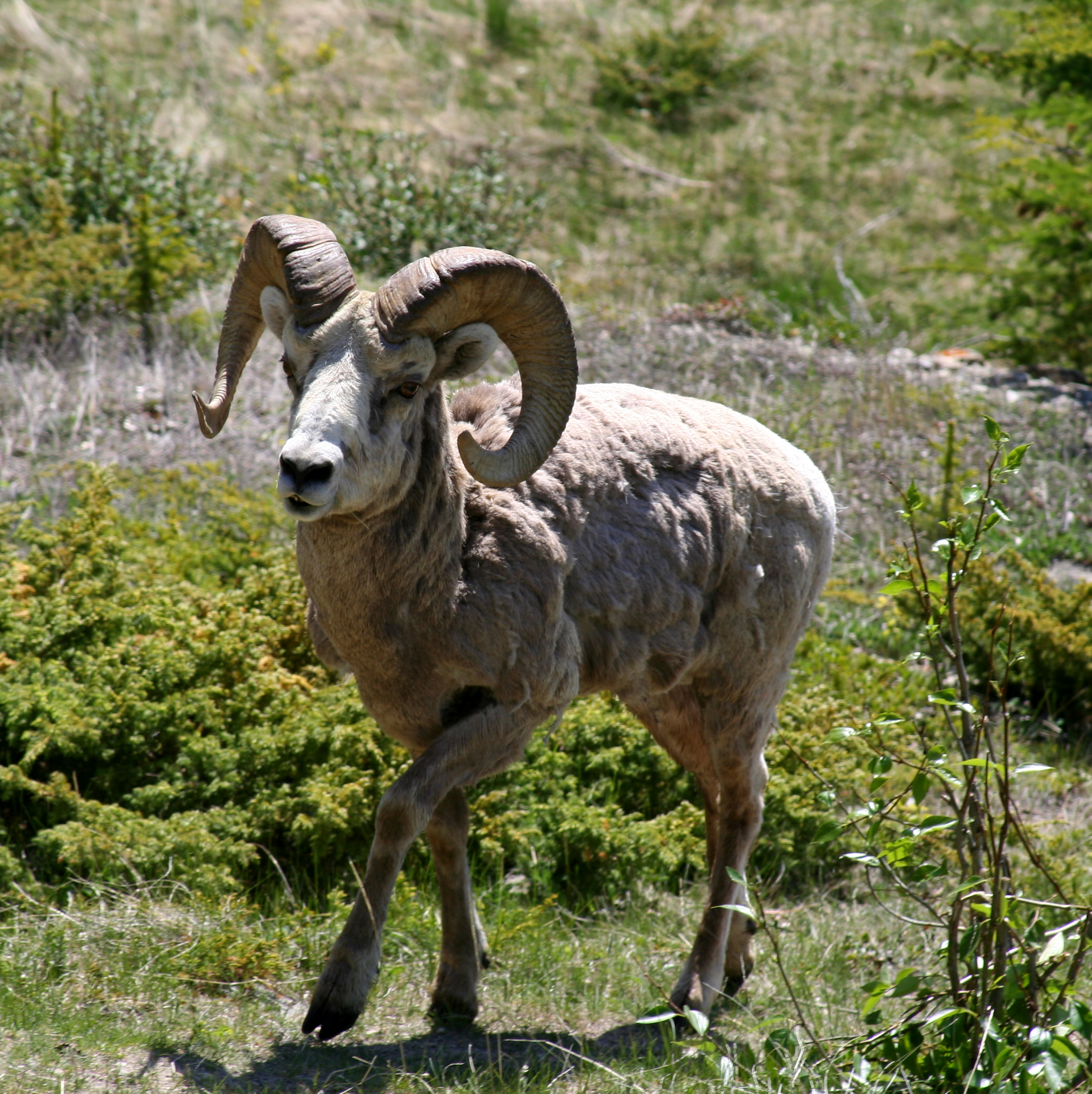
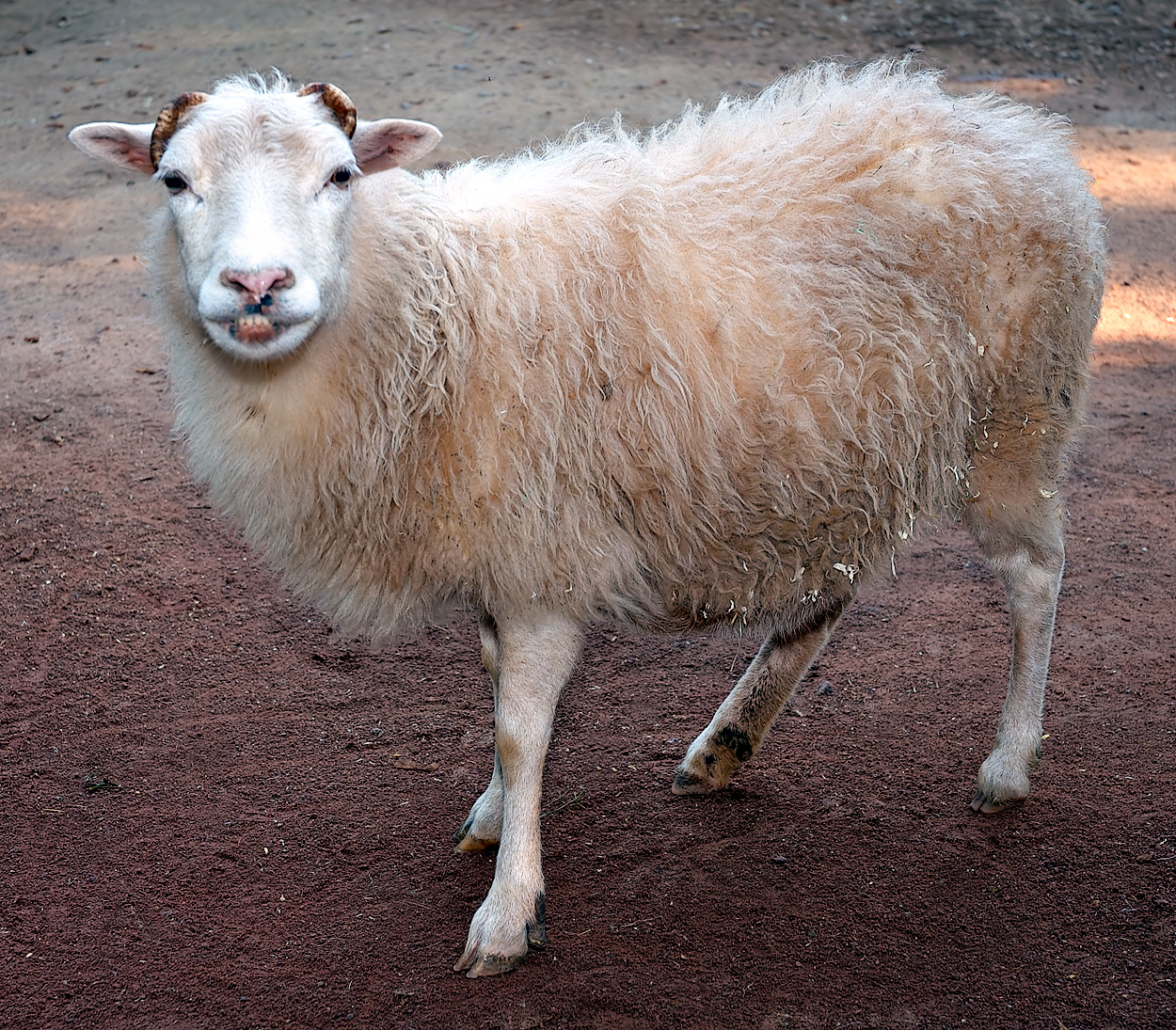
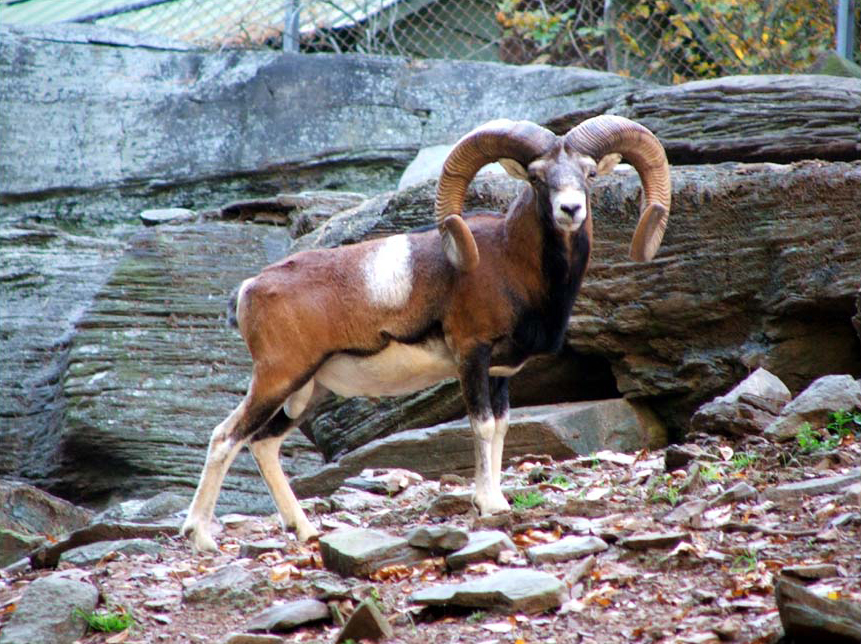
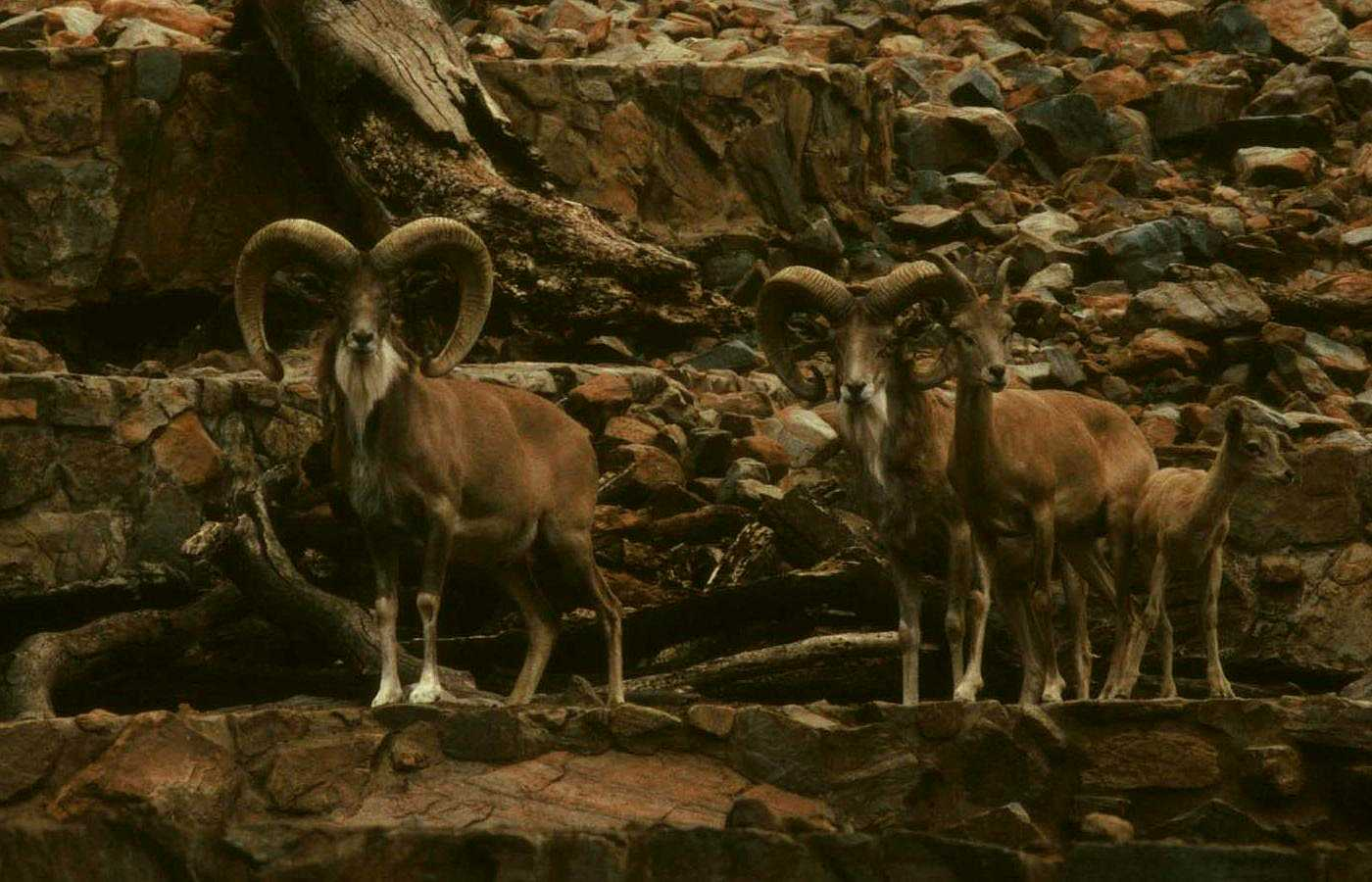

## Các loài

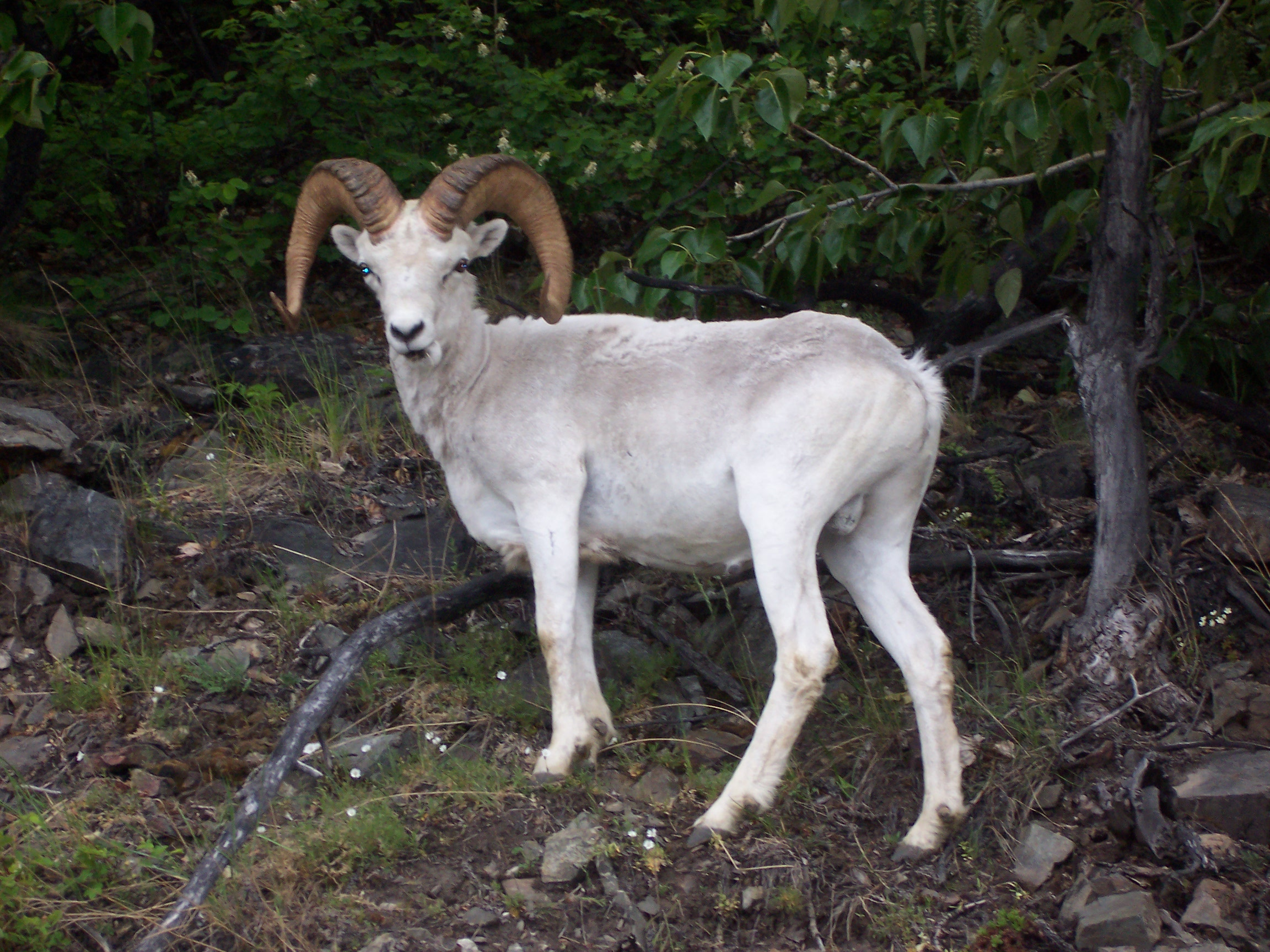
Ovis dalli.

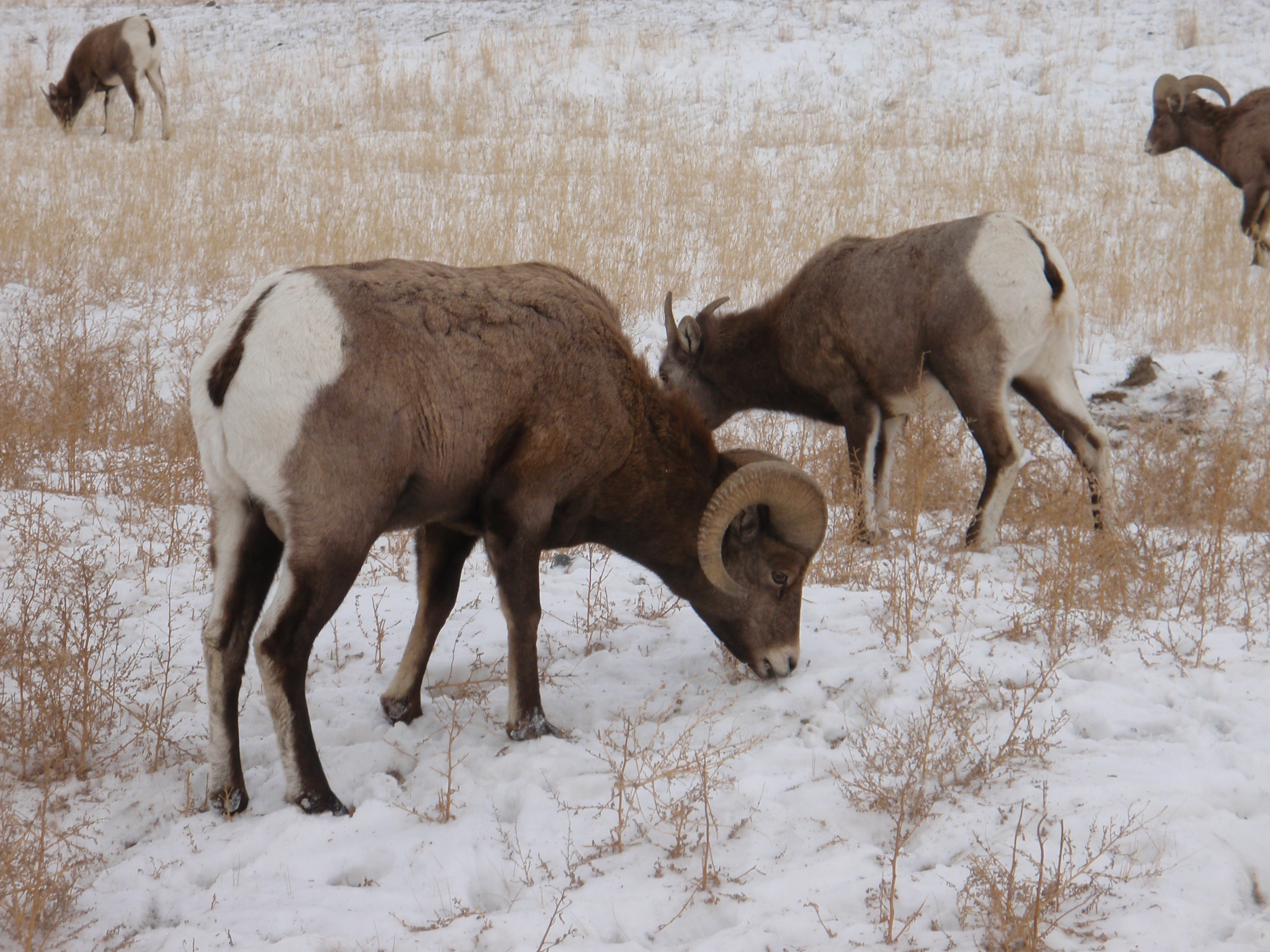
Ovis canadensis.

Chi này gồm các loài:
Ovis ammon
- Ovis ammon ammon
- Ovis ammon collium
- Ovis ammon comosa
- Ovis ammon darwini
- Ovis ammon hodgsonii
- Ovis ammon karelini
- Ovis ammon nigrimontana
- Ovis ammon polii
- Ovis ammon severtzovi

Ovis orientalis
- Ovis orientalis aries
- Ovis orientalis arkal
- Ovis orientalis cycloceros
- Ovis orientalis isphahanica
- Ovis orientalis laristanica
- Ovis orientalis musimon
- Ovis orientalis ophion
- Ovis orientalis orientalis
- Ovis orientalis vignei

Ovis canadensis
- Ovis canadensis canadensis
- Ovis canadensis californiana
- Ovis canadensis cremnobates
- Ovis canadensis mexicana
- Ovis canadensis nelsoni
- Ovis canadensis weemsi

Ovis dalli
- Ovis dalli dalli
- Ovis dalli stonei

Ovis nivicola
- Ovis nivicola nivicola
- Ovis nivicola borealis
- Ovis nivicola kodarensis
- Ovis nivicola koriakorum